# 4th Ai no Nanchara Shisū
4th Ai no Nanchara Shisū (4th 愛のなんちゃら指数 (Fōsu Ai no Nanchara Shisū?)) è il quarto album in studio del gruppo idol femminile giapponese Berryz Kobo, pubblicato nel 2007.

## Tracce
1. Ai no Suki Suki Shisū Jōshōchū (愛のスキスキ指数 上昇中?)
2. Munasawagi Scarlet (胸さわぎスカーレット?)
3. Omoitattara Kichi desse! (思い立ったら 吉でっせ!?)
4. Very Beauty
5. Waratchaō yo Boyfriend (笑っちゃおうよ BOYFRIEND?)
6. Watashi ga Suru Koto nai Hodo Zenbu Shite Kureru Kare (私がすることない程 全部してくれる彼?)
7. Sayonara Hageshiki Koi (サヨナラ 激しき恋?)
8. Kokuhaku no Funsui Hiroba (告白の噴水広場?)
9. Sprinter! (スプリンター!?)
10. Sakura wa Raku sa (サクラハラクサ?)
11. Sakura→Nyūgakushiki (桜→入学式?)

## Formazione
- Saki Shimizu
- Momoko Tsugunaga
- Chinami Tokunaga
- Miyabi Natsuyaki
- Maasa Sudō
- Yurina Kumai
- Risako Sugaya